# Fotbalový Klub Chomutov
Il Fotbalový Klub Chomutov è una società calcistica ceca con sede nella città di Chomutov. Oggi milita nel Česká fotbalová liga, terzo livello del calcio ceco.

## Storia
La storia del FK Chomutov inizia appena dopo la fine della prima guerra mondiale. A quel tempo Chomutov era una città tedesca. La società fu fondata nel 1920. Dopo la seconda guerra mondiale le attività sportive a Chomutov vengono restaurate. Nel 1952 a sede ad Chomutov, una squadra di calcio di minoranza chiamata ČSK (Český Sportovní Klub). Nel corso del tempo e di cambiamenti strutturali la società ha adottato diversi nomi: Spojocel, Hutě, Baník, SK VTŽ, SK VT, ASK VT DIOSS, FC Chomutov, FK Chomutov e successivamente di nuovo FC Chomutov. La società di Chomutov incomincia a farsi notare soprattutto dopo il 1967 quando conquista la promozione nell'allora II Liga cecoslovacca. Prima di questo periodo ha giocato a carattere regionale, e nei campionati distrettuali.
Tra il 1968 e il 1982 milita nel secondo livello del campionato cecoslovacco. Nel 1982, un anno dopo la riorganizzazione del campionato cecoslovacco, la concorrenza si gioca nei primi posti della ČNFL.
La sezione calcistica di Chomutov ha in questo momento due squadre, 8 giovanili e due scuole calcio. I giocatori più illustri della squadra sono stati Jaroslav Burg, František Ipsner, Jan Kalous, František Plass, Václav Smetánka, Michal Jelínek, Ladislav Mirka, Miroslav Koubek, Přemysl Bičovský, Džimis Bekakis, Miroslav Pavlov, Václav Budka, Antonín Stehlík e Tomáš Heřman.

## Palmarès
- Česká fotbalová liga: 1

1999-00